# آتش‌افروزی عمدی در استودیوی انیمیشن کیوتو
آتش‌افروزی عمدی در استودیوی انیمیشن کیوتو در سه‌شنبه ۱۸ ژوئیهٔ ۲۰۱۹ در فوشیمی، کیوتو ژاپن روی داد. اندکی پس از ۱۰:۳۰ صبح به زمان استاندارد ژاپن، مرد شناسایی‌نشدهٔ ۴۱ ساله‌ای اهل منطقه کانتو داخل ساختمان دفتر ۱ استودیوی انیمیشن کیوتو و روی کارکنان آن گازوئیل ریخت، و با فریاد «بمیر!» (به ژاپنی: 死ね) ساختمان را به آتش کشید. عامل آتش‌افروزی پیش از فروریختن ساختمان از صحنهٔ فاجعه گریخت، ولی پیش از آن یکی از کارکنان او را تا خیابان و شاید تا خانه وی تعقیب کرد و پلیس توانست او را دستگیر کند. او به آتش‌افروزی اعتراف کرد و علت آن کار مشکلات روانی اعلام شد، گرچه این شخص روانی موقع دستگیری دروغ‌ها و هذیان‌هایی را به پلیس گفت ولی هیچ کدام از آن‌ها صحت نداشت.
مجرم، به دلیل مشکلات روانی، سابقه چاقو زدن به چند نفر را در گذشته داشته است.
در این حادثه ۴۰ نفر کشته و ۳۴ نفر دیگر هم زخمی شدند که ده نفر از آنها دچار معلولیت شدید از جمله قطع اندام و قطع پاها شدند، که آن را به مرگبارترین حادثهٔ کشتار جمعی تاریخ ژاپن پس از جنگ جهانی دوم تبدیل می‌کند. دستکم ۷۴ نفر در زمان حادثه در ساختمان بودند. یاسوهیرو تاکموتو، کارگردان و سازنده آثار پارک شگفت انگیز و ترس تمام اهنی فوموفو، فوتوشی نیشیا طراح کاراکتر آثار صدای خاموش، کلند افتر استوری و اینویاشا، یوشیدی کیگامی و نائومی ایشیدا، کارگردانان رنگ آمیزی آثار کلند افتر استوری، صدای خاموش، عشق چونیبیو و دیگر توهمات، هاروهی سوزومیا، هیوکا، کانن، هوا، اژدهای خدمتکار خانم کوبایاشی و وایولت اورگاردن در شمار جانباختگان این حادثه بودند. نائوکو یامادا کارگردان انیمهٔ صدای خاموش و کی-اون! از افراد حاضر در ساختمان بود که از حادثه جان سالم بدر برد.
طبق آخرین گزارش‌های شینجی آئوبا، مظنون حادثه که به بیمارستان منتقل شده بود، پس از گذشت بیش از ۱۰ ماه که بهبودی او از سوختگی‌هایی که می‌توانست منجر به مرگ شود، توسط پلیس در ۲۷ مه ۲۰۲۰ به اتهام قتل و موارد دیگر دستگیر شد.

## نگارخانه

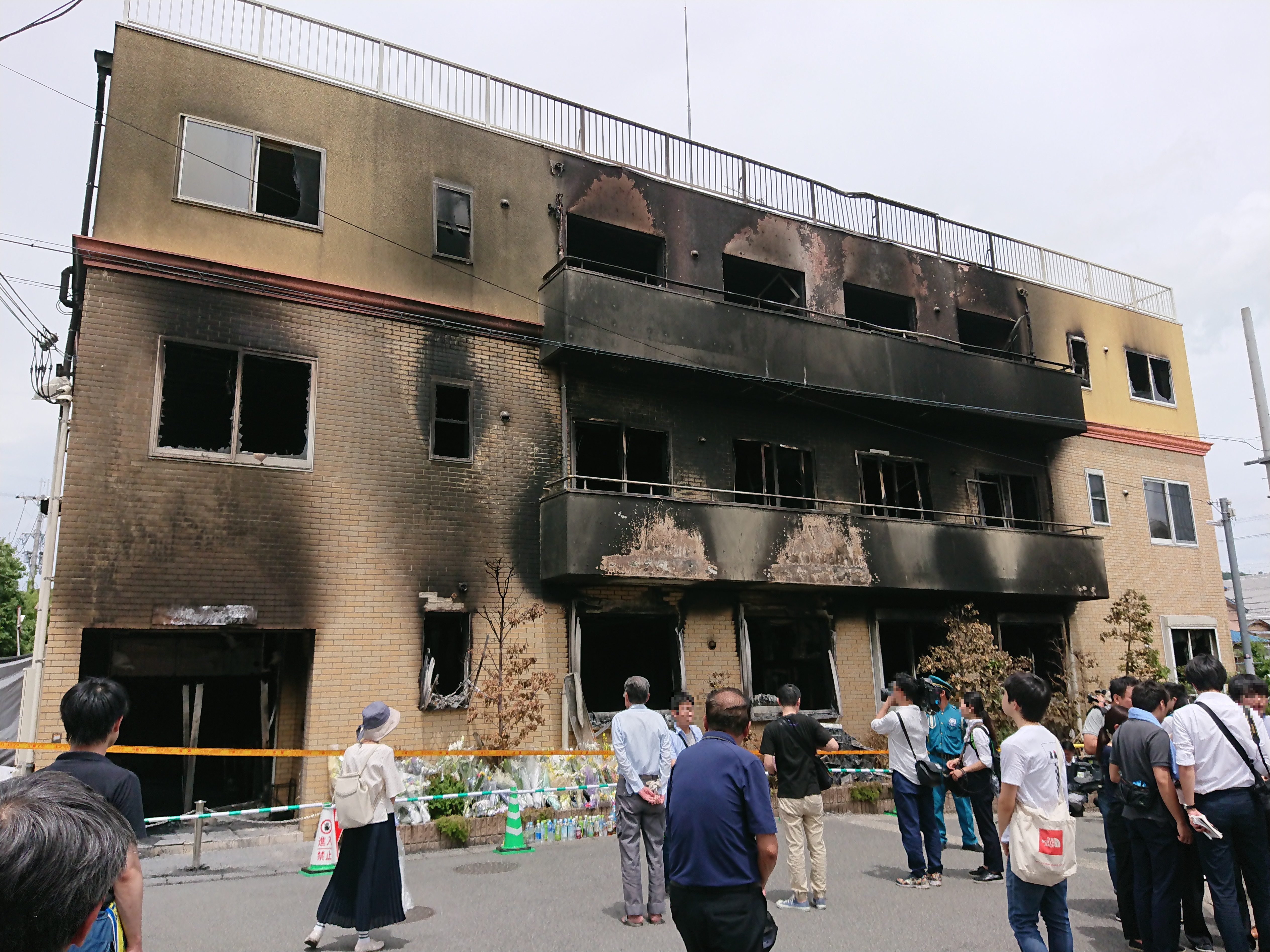
نمای ساختمان استودیوی انیمیشن کیوتو پس از آتش‌سوزی
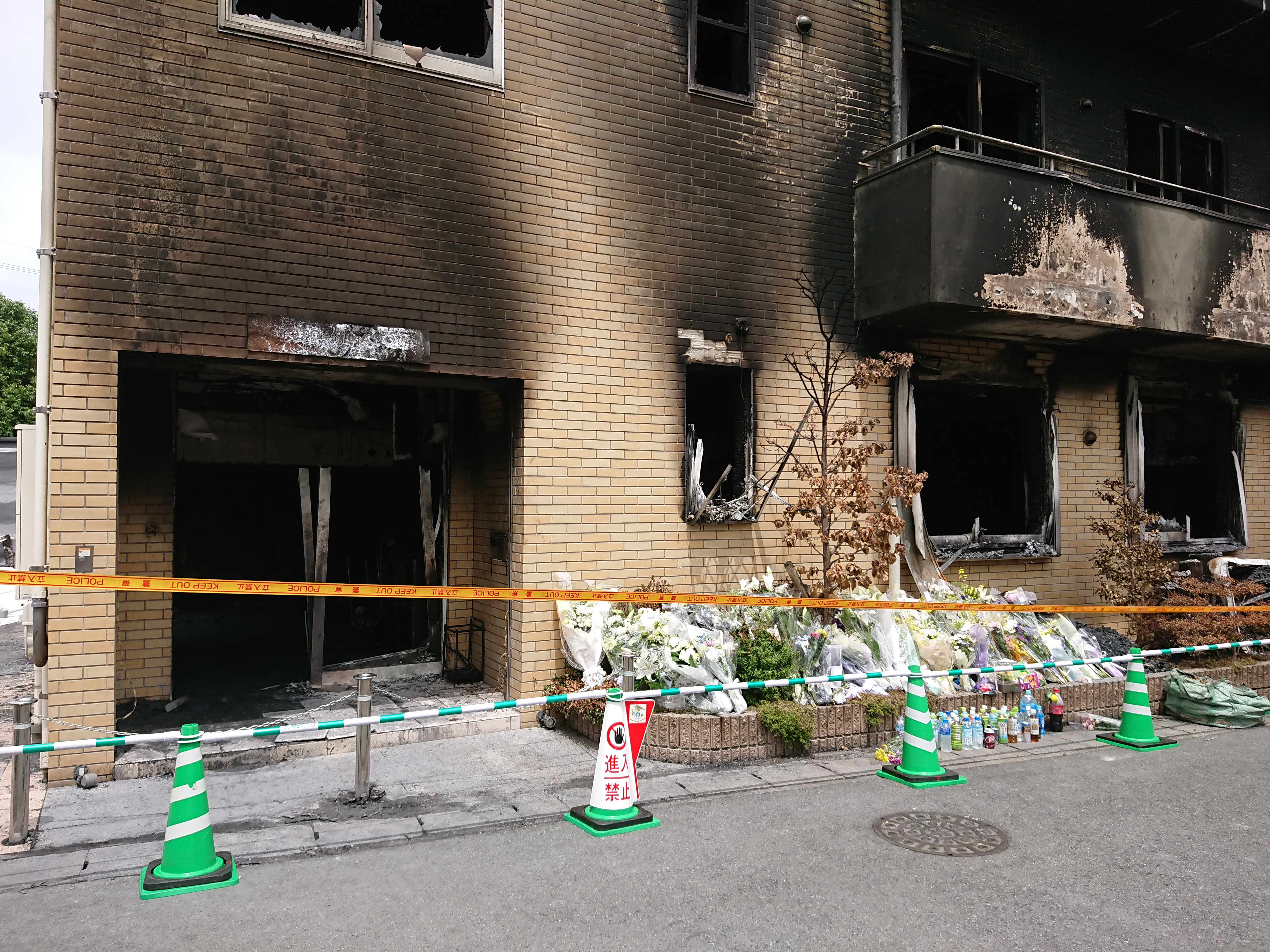
یادبود کشته‌شدگان آتش‌افروزی عمدی در استودیوی انیمیشن کیوتو